# 桑島主計
桑島 主計（くわしま かずえ、1884年〈明治17年〉3月4日 - 1958年〈昭和33年〉9月24日）は、日本の外交官。駐オランダ公使、ブラジル大使。

## 経歴
香川県出身。1906年（明治39年）に早稲田大学政治科を卒業し、外務書記生試験に合格した。清国に在勤し、1908年（明治41年）に高等文官試験に合格し、外務属となった。1911年（明治44年）、外交官及領事官試験に合格し、領事官補、領事、外務書記官・帝都復興院書記官、大使館一等書記官を歴任し、その間に奉天、漢口、サンフランシスコ、バンクーバー、シカゴ、ワシントンD.C.に勤務した。さらにホノルル総領事、漢口総領事、大使館参事官、天津総領事、外務省亜細亜局長、同東亜局長を務めた。1937年（昭和12年）、日蘭会商妥結の前後に駐オランダ公使に就任しており、8月9日にロッテルダム商業会議所の議長エンゲルブレヒトや元在横浜領事のファン・ワルリーから和蘭日本協会設立の申し出があったことを外務大臣広田弘毅に伝えている。翌年に駐ブラジル大使に転じた。
退官後は大政翼賛会興亜局企画部長となった。戦後、公職追放となった。

## 栄典
- 1940年（昭和15年）8月15日 - 紀元二千六百年祝典記念章[9]